# John Lycett
Pour les articles homonymes, voir Lycett.
John Lycett (1804-1882) est un paléontologue anglais.

## Biographie
Il est médecin à Minchinhampton de 1840 à 1860. En 1860, il s'installe à Scarborough dans le Yorkshire et "la large dispersion de sa magnifique collection de fossiles de cette région [carrières sur Minchinhampton Common] commence". Sa monographie sur le Grand Oolite est l'une des rares monographies décrivant et illustrant la faune de gastéropodes et de bivalves du Jurassique britannique.
Il reçoit la médaille Lyell de la Société géologique de Londres en 1882 .

## Œuvres
- 1851-1854 avec le géologue John Morris Une monographie des Mollusques du Grand Oolithe. Volume 1, Principalement de Minchinhampton et de la côte du Yorkshire (en trois parties publiées entre 1850 et 1854, couvrant les céphalopodes, les gastéropodes et les vers ainsi que les bivalves).
- 1863 avec John Morris Une monographie des mollusques du supplément Great Oolite - Volume 2: Mollusca from the Stonesfield Slate, Great Oolite, Forest Marble et Cornbrash.
- 1857 Les collines de Cotteswold. Manuel d'introduction à leur géologie et paléontologie . Piper, Stephenson et Spence, Londres.